# 洪維翰
洪維翰（17世紀—17世紀），字叔宗，號石閭，南直隸寧國府涇縣人，明朝、南明政治人物。

## 生平
洪維翰是天啟元年（1621年）辛酉科應天鄉試舉人，治《詩經》，崇禎十六年（1643年）成進士，獲授行人前往浙江督餉，隆武時自戶部浙江司主事歷官吏部驗封司員外郎，調回戶部浙江司郎中。
福京失陷，洪維翰隱居舉山下，和鄰里融洽，能周濟緩急；寫下的詩歌激昂慷慨，去世後鄰居都為他哭泣。

## 家族
曾祖洪鐘，敕封文林郎。祖父洪源，邑称仗義，两台特旌。父洪图，例贡，任福建經歷，署永福县事。

## 引用
1. ↑  《崇禎十六年癸未科進士三代履歷》：洪维翰，石闾，詩三房，丙午年二月十五日生。泾县籍歙县人，辛酉九名，會試三百七十九名，三甲二百七十五名。礼部觀政，甲申授行人，督催钱粮。
2. 1 2  錢海岳《南明史·卷四十三·列傳第十九》：（隆武）時戶部司官：……洪維翰，字叔宗，涇縣人。崇禎十六年進士。授行人，督餉浙江。自浙江司主事歷驗封員外郎、浙江司郎中。福京亡，隱舉山。
3. ↑  道光《安徽通志·卷一百二十二·選舉志》：天啟元年辛酉科（舉人）……洪惟【維】翰 涇縣人
4. ↑  道光《安徽通志·卷二百四·人物志》：洪維翰，字叔宗，涇縣人。崇禎癸未進士，督餉浙江，明亡，流寓閩粵，久之歸。築室舉山終其身，為詩排蕩離奇激昂慷慨，而性獨和易近人，能周緩急。卒之，鄰里皆巷哭。 寧國府志
5. ↑  嘉慶《寧國府志·卷三十一·人物志》：洪維翰 字叔宗，天啟辛酉以《詩經》魁其房，時三吳文風皆折胥齲齒為工，維翰獨離奇排蕩與時異，識者推之。崇正癸未成進士，授行人督餉浙中，明亡後流寓閩粵，久之歸築室舉山下終。其身和易近人而能周緩急，卒之日隣里皆巷哭。